# Zalisy
Zalisy (ukr. Заліси) – wieś na Ukrainie w rejonie kowelskim, w obwodzie wołyńskim, położona w pobliżu jeziora Turskiego. Pierwsze wzmianki o wsi pochodzą z 1794 roku. W II Rzeczypospolitej miejscowość wchodziła w skład gminy wiejskiej Zabłocie w powiecie kowelskim województwa wołyńskiego. Przed II wojną światową w niewielkiej odległości na zachód od wsi znajdowały się chutory Izna i Weresowina.
Do 2020 w rejonie ratnieńskim.